# Friedrich August von Quenstedt
Friedrich August von Quenstedt (Eisleben, 10 luglio 1809 – Tubinga, 21 dicembre 1889) è stato un geologo e paleontologo tedesco.

## Biografia
Von Quenstedt è nato a Eisleben in Sassonia, e ha studiato presso l'Università Humboldt di Berlino. Dopo un periodo come assistente nel museo mineralogico, è stato nominato professore associato (1837) e poi professore (1841) di mineralogia e geologia alla Eberhard Karls presso l'Università di Tubinga.

## Carriera
Il suo precedente lavoro era legato principalmente alla cristallografia e alla mineralogia, in cui ha pubblicato anche dei libri. Tuttavia, divenne anche distinto per le sue ricerche sulla paleontologia, e soprattutto per quelli sui fossili del periodo Giurassico.
Nel 1845, ha ideato un sistema di nomenclatura detto trinomio ammoniti del periodo Giurassico, che ha causato qualche difficoltà per i tassonomisti successivi. Ha studiato una serie di fossili di ammoniti, che avevano la forma a spirale e a conchiglia. Ha anche scritto diversi articoli sui pterodattili.
Cinque generi sono stati nominati in suo onore: il genere di mollusco bivalve, Quenstedtia (Morris & Lycett, 1854), il genere di celenterato, Quenstedtia Rominger (1876) e Quenstedtiphyllia Melnikova (1975), il genere di ammonite, Quenstedtoceras Hyatt, (1876) e il genere di crinoid, Quenstedticrinus Klikushin, (1987). Anche il nome specifico di proganochelys quenstedti è stato chiamato in suo onore.
Il minerale quenstedtite è stato chiamato in suo onore da Gottlob Linck nel 1888.
Quando Maria von Linden ha scritto il suo primo articolo sui giacimenti minerari del fiume Hürbe è stata eletta dalla società geologica di Karlsruhe (da un uomo) nel 1890. Il documento è stato notato da Quenstedt è insieme hanno sostenuto le sue ambizioni. Linden ha continuato a essere la prima donna in Germania ad essere chiamata dal professore.

## Pubblicazioni principali

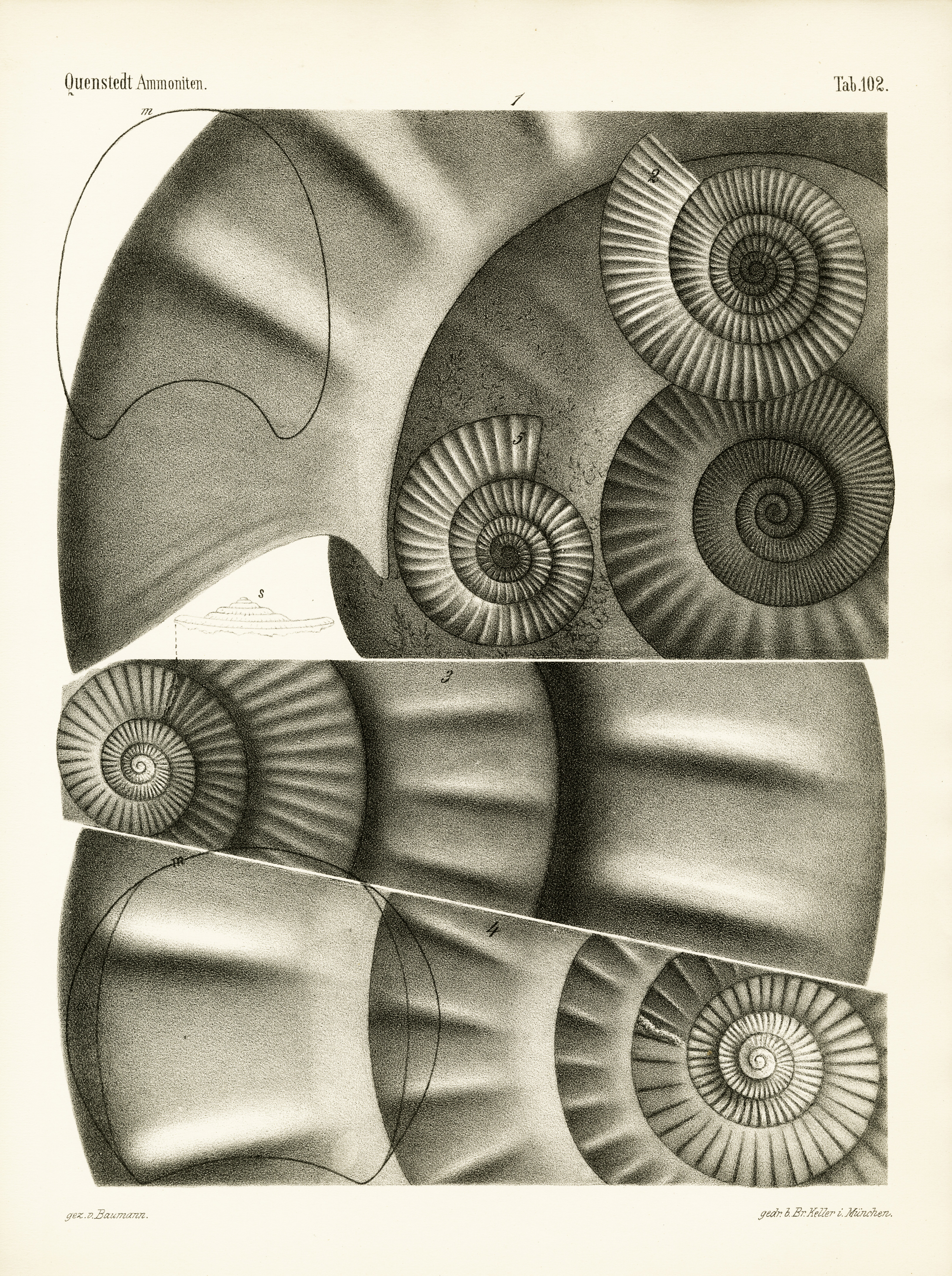
Piastra 102 da Die Ammoniten des Schwäbischen Giura (1883-1885) di Friedrich August von Quenstedt.

- Method der Krystallographie (1840)
- Das Flözgebirge Wurttembergs (1843)
- Petrefactenkunde Deutschlands (7 vol. e atlanti, 1846-84)
- Die Cephalopoden (1846-49)
- Handbuch der Petrefactenkunde (2 vol., 1852, 2ª ed. 1867, 3ª ed. 1882-85)
- Der Jura (2 vol., 1858)
- Handbuch der Mineralogie (1855, 3ª ed. 1877)
- Die Ammoniten des Schwäbischen Jura (1883-84).